# Ugao mirovanja
Ugao mirovanja ili kritični ugao mirovanja nekog zrnastog materijala je najstrmiji ugao u odnosu na horizontalnu ravan do kojeg se materijal može nagomilati bez srozavanja. Pri ovom uglu, materijal na nagibu je na ivici srozavanja. Ugao mirovanja varira od 0° do 90°. Na primjer, ugao mirovanja finog pijeska je oko 32°.